# Andrés Neuman
Andrés Neuman Galán (Buenos Aires, 28 gennaio 1977) è uno scrittore, poeta e traduttore argentino naturalizzato spagnolo, opinionista e blogger nonché professore di Letteratura latinoamericana presso l'Università di Granada - dove si è laureato come filologo, specializzandosi in Letteratura in lingua spagnola.

## Biografia
Come scrittore, ha ottenuto una notevole visibilità attraverso l'Hay Festival e il progetto Bogotá39, nato per segnalare autori latinoamericani emergenti (tra i più noti spiccano Junot Díaz, Karla Suárez, Jorge Volpi, Santiago Roncagliolo) ed è stato segnalato dalla rivista Granta.
Deve però molto al suo quarto romanzo, El viajero del siglo (2009), il primo a essere stato tradotto in lingua inglese britannica e statunitense, oltre a traduzioni in altre sei lingue). Dopo il successo in Spagna, The Independent, Financial Times e The Guardian lo hanno segnalato come uno dei migliori libri dell'anno. Lo stesso libro ha inoltre vinto lo spagnolo Premio Alfaguara de Novela, che dal punto di vista meramente pecuniario è uno dei più consistenti al mondo, ed ancora il Premio de la Crítica Española; tuttavia la vera consacrazione è arrivata nel 2013 con il suo inserimento tra i finalisti dell'Independent Foreign Fiction Prize - quell'anno vinto poi dall'olandese Gerbrand Bakker.

## Opere tradotte in italiano

### Romanzi
- Bariloche, 1999 (trad. it. Bariloche, Milano, Bompiani, 2001; Frammenti della notte, Milano, Ponte alle Grazie, 2015).
- La vida en las ventanas, 2002 (trad. it. La vita alla finestra, Torino, Einaudi, 2020).
- Una vez Argentina, 2003 (trad. it. Una volta l'Argentina, Milano, Ponte alle Grazie, 2011).
- El viajero del siglo, 2009 (trad. it. Il viaggiatore del secolo, Milano, Ponte alle Grazie, 2010; Torino, Einaudi, 2019).
- Hablar solos, 2012 (trad. it. Parlare da soli, Milano, Ponte alle Grazie, 2013; Einaudi, Torino, 2021).
- Fractura, 2018 (trad. it. Frattura, Torino, Einaudi, 2019).

### Antologie di racconti
- Las cosas que no hacemos (trad. it. Le cose che non facciamo, Roma, Sur, 2016).
- Vidas instantaneas (trad. it. Vite istantanee, Roma, Sur, 2018).

### Non fiction
- Anatomía sensible, 2019 (trad. it. Anatomia sensibile, Roma, Sur, 2021).

### Poesia
- Vivir de oído, 2018 (trad. it. Vivere a orecchio, Roma, Ensemble, 2020).